# Bleckeder Kreisbahn
| Kopfbahnhof Streckenanfang (Strecke außer Betrieb)        | 0,0   | Dahlenburg Stbf Rollbockgrube an Staatsbahn | Dahlenburg Stbf Rollbockgrube an Staatsbahn |
| Bahnhof (Strecke außer Betrieb)                           | 3,3   | Dahlenburg Ort                              | Dahlenburg Ort                              |
| Brücke über Wasserlauf (Strecke außer Betrieb)            |       | Neetze                                      | Neetze                                      |
| Haltepunkt / Haltestelle (Strecke außer Betrieb)          | 7,14  | Horndorf                                    | Horndorf                                    |
| Bahnhof (Strecke außer Betrieb)                           | 9,97  | Tosterglope                                 | Tosterglope                                 |
| Haltepunkt / Haltestelle (Strecke außer Betrieb)          | 12,8  | Forsthaus Schieringen                       | Forsthaus Schieringen                       |
| Bahnhof (Strecke außer Betrieb)                           | 14,74 | Barskamp                                    | Barskamp                                    |
| Haltepunkt / Haltestelle (Strecke außer Betrieb)          | 16,88 | Göddingen                                   | Göddingen                                   |
| Haltepunkt / Haltestelle (Strecke außer Betrieb)          | 18,54 | Nindorf                                     | Nindorf                                     |
| Abzweig geradeaus und nach links (Strecke außer Betrieb)  |       | Anschluss Ziegelei Breetze                  | Anschluss Ziegelei Breetze                  |
| Abzweig geradeaus und nach rechts (Strecke außer Betrieb) |       | zum Hafen Bleckede                          | zum Hafen Bleckede                          |
| Bahnhof (Strecke außer Betrieb)                           | 21,55 | Bleckede Bahnhof                            | Bleckede Bahnhof                            |
| Haltepunkt / Haltestelle (Strecke außer Betrieb)          | 22,34 | Bleckede Markt                              | Bleckede Markt                              |
| Haltepunkt / Haltestelle (Strecke außer Betrieb)          | 25,63 | Garze                                       | Garze                                       |
| Haltepunkt / Haltestelle (Strecke außer Betrieb)          | 26,3  | Anschluss Karze                             | Anschluss Karze                             |
| Abzweig geradeaus und nach links (Strecke außer Betrieb)  |       | nach Lüneburg                               | nach Lüneburg                               |
| Bahnhof (Strecke außer Betrieb)                           | 27,1  | Karze                                       | Karze                                       |
| Spitzkehrbahnhof rechts (Strecke außer Betrieb)           | 32,0  | Brackede                                    | Brackede                                    |
| Bahnhof (Strecke außer Betrieb)                           | 34,5  | Garlstorf                                   | Garlstorf                                   |
| Bahnhof (Strecke außer Betrieb)                           | 37,0  | Wendewisch                                  | Wendewisch                                  |
| Haltepunkt / Haltestelle (Strecke außer Betrieb)          | 42,07 | Jürgenstorf                                 | Jürgenstorf                                 |
| Bahnhof (Strecke außer Betrieb)                           | 43,5  | Lüdersburg                                  | Lüdersburg                                  |
| Kopfbahnhof Streckenende (Strecke außer Betrieb)          | 47,24 | Echem Bahnstrecke Lübeck–Lüneburg           | Echem Bahnstrecke Lübeck–Lüneburg           |

| Kopfbahnhof Streckenanfang (Strecke außer Betrieb)      | 0,0  | Lüneburg Nord Rollbockgrube an Staatsbahn | Lüneburg Nord Rollbockgrube an Staatsbahn |
| Bahnhof (Strecke außer Betrieb)                         | 3,4  | Erbstorf Ziegelei                         | Erbstorf Ziegelei                         |
| Bahnhof (Strecke außer Betrieb)                         | 4,7  | Erbstorf                                  | Erbstorf                                  |
| Bahnhof (Strecke außer Betrieb)                         | 7,3  | Scharnebeck                               | Scharnebeck                               |
| Bahnhof (Strecke außer Betrieb)                         | 8,9  | Rullstorf                                 | Rullstorf                                 |
| Bahnhof (Strecke außer Betrieb)                         | 10,8 | Bockelkathen                              | Bockelkathen                              |
| Bahnhof (Strecke außer Betrieb)                         | 11,7 | Boltersen                                 | Boltersen                                 |
| Bahnhof (Strecke außer Betrieb)                         | 16,0 | Neetze                                    | Neetze                                    |
| Bahnhof (Strecke außer Betrieb)                         | 19,1 | Neu Neetze                                | Neu Neetze                                |
| Bahnhof (Strecke außer Betrieb)                         | 20,3 | Bleckeder Moor                            | Bleckeder Moor                            |
| Abzweig geradeaus und von links (Strecke außer Betrieb) |      | von Wendewisch                            | von Wendewisch                            |
| Bahnhof (Strecke außer Betrieb)                         | 22,0 | Anschluss Karze                           | Anschluss Karze                           |
| Strecke (außer Betrieb)                                 |      | nach Bleckede                             | nach Bleckede                             |

Die Bleckeder Kreisbahn war ein Eigenbetrieb des damaligen Kreises Bleckede in der preußischen Provinz Hannover. Ihr gehörte ein (ab 1904) 60 km umfassendes Kleinbahnnetz in der Spurweite von 750 mm, das von der Bahnbau- und Betriebs-Gesellschaft Lenz & Co. GmbH erbaut und bis 1910 auch betrieben worden ist.

## Geschichte
Der größte Teil des Netzes wurde am 17. Dezember 1895 eröffnet. Der nördliche Anschluss an die Staatsbahn befand sich im Bahnhof Echem der Strecke Büchen–Lüneburg. Von hier führte die Kleinbahn ostwärts über Wendewisch zum Kopfbahnhof Brackede an der Elbe, dann wandte sie sich nach Süden und erreichte über Karze Anschlussbahnhof zunächst die Kreisstadt Bleckede und schließlich über Barskamp und Dahlenburg Ort den Staatsbahnhof Dahlenburg an der Strecke Lüneburg–Dannenberg. In Bleckede gab es seit dem Jahre 1900 ein Gütergleis zum Hafen an der Elbe, für Horndorf ist bereits im Jahr 1899 ein Gleisanschluss zur dortigen Sandgrube nördlich der Bahnstrecke belegt.
Erst am 25. August 1904 wurde eine direkte Linie von Lüneburg über Scharnebeck und Neetze nach Karze eröffnet. Damit verlor die Anbindung in Echem ihre Bedeutung und wurde von hier bis Wendewisch stillgelegt (11 km). Damals wurden fünf Dampflokomotiven und drei vierachsige Dampftriebwagen eingesetzt. Der Fahrplan sah vier bis fünf Fahrten täglich auf allen Teilstrecken vor.
Nach Auslaufen des Betriebsführungsvertrages mit der Firma Lenz & Co. übernahm der Kreis die Betriebsführung in eigene Hand.
Im Ersten Weltkrieg sollte die Strecke Lüneburg–Bleckede aus militärischen Gründen auf Regelspur umgebaut werden. Die Kreisbahn wurde zum 29. September 1917 in eine GmbH unter dem Namen Bleckeder Kleinbahn GmbH umgewandelt, an der sich der preußische Staat, die Provinz Hannover und der Kreis Bleckede zu je einem Drittel beteiligten. Die GmbH übernahm die Betriebsführung und reduzierte in der Folge das Schienennetz und stellte den verbleibenden Teil auf Normalspur um. Sie legte die Verbindung von Lüneburg zur Kreisstadt am 24. August 1918 vorübergehend still und eröffnete den Betrieb auf der umgespurten und um 3 km verkürzten Trasse, die nicht mehr den Umweg über Karze nahm, nach dem Umbau wieder; den Güterverkehr am 15. Januar 1919, den Personenverkehr am 15. Februar 1919. Auf den noch vorhandenen  Schmalspurstrecken – insgesamt 37 km – verkehrten die Züge noch bis zum 21. Januar 1922, zwischen Wendewisch und Brackede nur bis 1. September 1921. Am 8. Mai 1922 begannen die Abbrucharbeiten an der Strecke.
Zum 1. Dezember 1921 hatte das Niedersächsische Landeskleinbahnamt die Betriebsführung inne.
Die Bleckeder Kleinbahn GmbH wurde zum 10. Juli 1944 in die Osthannoverschen Eisenbahnen AG eingegliedert.

## Fahrzeuge
Der Verkehr wurde mit vier Lokomotiven des Lenz-Typ m aufgenommen, zu denen bald noch eine fünfte Lokomotive kam, die aber bereits 1897 weitergegeben wurde. 1906, nach Eröffnung der Strecke nach Lüneburg, wurde eine Mallet-Lokomotive des Lenz-Typ mm beschafft. Diese Lokomotive musste 1916 an die Heeresfeldbahnen abgegeben werden.
Eine Besonderheit waren die Dampftriebwagen. Der erste wurde 1905 in Ungarn bei Ganz & Cie beschafft, befriedigte aber nicht. 1910 wurden drei Dampftriebwagen von der Maschinenfabrik Esslingen beschafft, die dann auch bis 1920 im Betrieb blieben.
1912 wurde bei gleicher Firma eine zweiachsige Lokomotive mit Kittel-Stehkessel beschafft, und eine vierachsige Lokomotive bei Maffei, um einige der Lenz-Lokomotiven zu ersetzen. 1919, zwei Jahre vor der endgültigen Einstellung, wurde der letzte Kauf getätigt.